# Miho Takagi
Miho Takagi (japanska: 高木 美帆, Takagi Miho), född 22 maj 1994 på Hokkaido, är en japansk skridskoåkare.
Vid de olympiska vinterspelen 2018 i Pyeongchang vann hon en silvermedalj på 1500 meter samt en bronsmedalj på 1000 meter. Hon vann dessutom flera medaljer vid olika världsmästerskap.
Vid olympiska vinterspelen 2022 i Peking tog Takagi guld på 1 000 meter samt tre silver på 500 meter, 1 500 meter och i lagtempo.